# A két Foscari
A két Foscari (olaszul I due Foscari) Giuseppe Verdi egyik háromfelvonásos operája. Szövegkönyvét Francesco Maria Piave írta Lord Byron: The Two Foscari történelmi drámája alapján. Ősbemutatója 1844. november 3-án volt a római Teatro Argentinában, Magyarországon pedig 1850. december 9-én, a Nemzeti Színházban.

## Szereplők
| Szereplő                                  | Hangfekvés |
| ----------------------------------------- | ---------- |
| Francesco Foscari, Velence dózséja        | bariton    |
| Jacopo Foscari, a fia                     | tenor      |
| Lucrezia Contarini, Jacopo felesége       | szoprán    |
| Jacopo Loredano, A Tízek Tanácsának tagja | basszus    |
| Barbarigo, szenátor                       | tenor      |
| Pisana, Lucrezia barátnője és bizalmasa   | tenor      |
| a dózse szolgája                          | basszus    |
| Velencei elöljárók, szolgák, jelmezesek.  |            |

## Cselekménye
Helyszín: Velence
Idő: 1457

### Első felvonás
Első jelenet
Terem a Dózse-palotában
A Tízek Tanácsának és a szenátusnak a tagjai összegyűltek és egy olyan ügyről tárgyalnak, amely érinti a dózse családját. A börtönből elővezetik Jacopót, a dózse fiát, akit gyilkosság elkövetésével vádolnak.
Második jelenet
Foscari-palota
Jacopo hitvese, Lucrezia szeretne a bíróság előtt közbenjárni férjéért, akit száműzetésre ítéltek.
Harmadik jelenet
Terem a Dózse-palotában
A szenátus megerősíti az ítéletet.
Negyedik jelenet
A dózse magánlakosztálya
Francesco Foscari elkeseredetten töpreng saját tehetetlenségén: nem képes fiát megvédeni a vádlók bosszúvágyától. Lucrezia érkezik és segítséget kér apósától, akit mélyen meghat az asszony bátorsága és bánata.

### Második felvonás
Első jelenet
Börtönben
Jacopo a közelgő kivégzéséről mélázik. Rémálmok gyötrik. A bíróság döntését apja közli vele. Eközben győzelemittasan figyeli őt ellensége, Loredano, a Tizek Tanácsának tagja.
Második jelenet
Terem a Dózse-palotában
A tanácsülésen megerősítik az ítéletet. Jacopo apjához fordul segítségért. Időközben megérkezik Lucrezia a gyermekeikkel és így próbálja az ítélet enyhítését elérni, de a Loredan-párti tanács rendíthetetlen.

### Harmadik felvonás
Első jelenet
A Szent Márk tér
Folyik az ünnepélyes vidám regatta. Váratlanul felbukkan egy komor gálya, mely Jacopót fogja elvinni. Az ifjú elbúcsúzik feleségétől és gyerekeitől.
Második jelenet
A dózse magánlakosztálya
Az idős Foscari fiát gyászolja. Levelet kap a valódi tettestől, aki bevallja a gyilkosságot, de már késő: Lucrezia érkezik Jacopo halálhírével. A Loredano által vezetett tanács felszólítja a dózsét, hogy korára való tekintettel mondjon le. A San Marco-bazilika nagyharangja megkondul ezáltal jelezve az új dózse megválasztását. Az öreg Foscari ekkor szívrohamot kap és meghal.

## Híres áriák, zeneművek
- Dal più remoto esilio - Jacopo Foscari áriája (első felvonás)
- Odio solo ed odio atroce - Jacopo Foscari áriája (első felvonás)
- Sento Iddio che mi chiama - Jacopo Foscari áriája (első felvonás)
- La clemenza! s'aggiunge lo scherno - Lucrezia Contarini áriája (első felvonás)
- Tu al cui sguardi onni possente - Lucrezia Contarini áriája (első felvonás)
- O vecchio cor che batte - Francesco Foscari áriája (első felvonás)
- Non maledirmi o prode - Jacopo Foscari áriája (második felvonás)
- All'infelice veglio - Jacopo Foscari áriája (második felvonás)
- O padre, figli, sposa - Jacopo Foscari áriája (második felvonás)
- Più non vive..l'innocente - Lucrezia Contarini áriája (harmadik felvonás)
- Quel bronzo feral - Francesco Foscari áriája (harmadik felvonás)
- Questa dunque è l'iniqua mercede - Francesco Foscari áriája (harmadik felvonás)